# Laurence Ostolaza
Pour les articles homonymes, voir Ostolaza.
Laurence Ostolaza est une journaliste française de télévision, née le 27 mai 1967 à Bayonne (Pyrénées-Atlantiques).

## Biographie
Après l'obtention du BAC A2, elle suit des études supérieures de lettres à Bordeaux (hypokhâgne) puis de journalisme. Elle se dirige vers la presse écrite (Sud Ouest) et audiovisuelle : Sud Radio, Radio-France et RFO grâce auxquelles elle sillonne le monde en étant en poste en Guadeloupe et Tahiti, mais aussi à l'île de la Réunion pour Canal+, et a présenté le journal télévisé de la chaîne réunionnaise Antenne Réunion.
À partir de 1997, elle présente divers journaux télévisés sur TV5 et France 2 (journal de la nuit et 13 heures). Elle a aussi été grand reporter au service politique de France 2.
Spécialisée dans le domaine de la santé, Laurence Ostolaza anime à partir de 2004, la rubrique santé de l'émission Télématin sur France 2. À partir d’août 2008, elle a également présenté l'émission occasionnellement en l’absence de l'animateur vedette.
Native de Bayonne (Pyrénées-Atlantiques), Laurence Ostolaza est conseillère municipale de 2008 à 2010, élue sur la liste UMP de Michèle Alliot-Marie. Elle démissionne en décembre 2010 après avoir vendu sa maison luzienne.